# Ersted
Ersted, znak Oe, zastarjela mjerna jedinica jakosti magnetskog polja u CGS sustavu.

## Jedinica
U sustavu SI-ja 1 Oe = 1000/4π A/m. U vakuumu je 1 Oe = 1 G dok je u nekom materijalu s magnetskom permeabilnosti μ, 1 Oe = μ G. Polje je jako jedan ersted ako na jedinični magnetski pol u vakuumu djeluje sila od 1 dina.

## Ime
Jedinica je nazvana po danskom znanstveniku Hansu Christianu Ørstedu, koji je 1820. zapazio i opisao vezu između elektriciteta i magnetizma.